# Kap Constitution
Kap Constitution är en udde i Grönland (Kungariket Danmark).   Den ligger i kommunen Qaasuitsup, i den nordvästra delen av Grönland, 1 900 km norr om huvudstaden Nuuk.
Terrängen inåt land är lite kuperad. Havet är nära Kap Constitution åt nordväst.  Det finns inga samhällen i närheten.